# Гроубокс

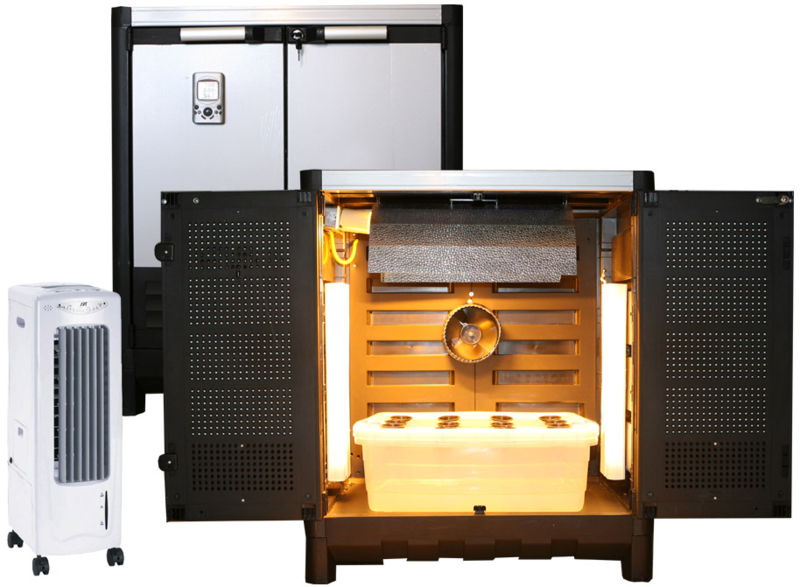
Гроубокс «Стелс»

Гроубокс (англ. Grow box — ящик для выращивания) — оборудование для выращивания растений, позволяющее регулировать микроклимат и поддерживать благоприятные условия среды (почвенной или гидропонной). Как правило, гроубокс оснащен системой освещения (компактные люминесцентные лампы, газоразрядные лампы или светодиодные лампы), системой вентиляции, системой воздушной фильтрации, системой увлажнения и системой насыщения углекислым газом. 

Существует несколько видов гроубоксов:
Стандартный гроубокс. Размеры стандартного гроубокса не ограничены, но обычно стремятся к оптимальному значению — 1000х1000х2000 мм. Такие габариты позволяют без труда разместить всё необходимое оборудование для успешного гроувинга. В просторном боксе удобно работать с растениями (удалять лишнюю листву, подрезать, загибать, правильно формировать растения), легче поддерживать необходимый растениям климат и бороться с вредителями и болезнями. Такой размеры позволяют без труда разместиться паре взрослых регулярных фотопериодичных растений, которые не будут мешать друг другу, особенно на стадии активного роста. Или нескольким автоцветущим.

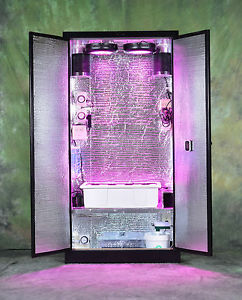
Гроубокс «стандарт»

Гроукомпакт — это небольшая версия гроубокса. В связи с габаритными особенностями он не занимает много места и обычно встраивается в мебель. Отличное решение для небольших автоцветущих растений.

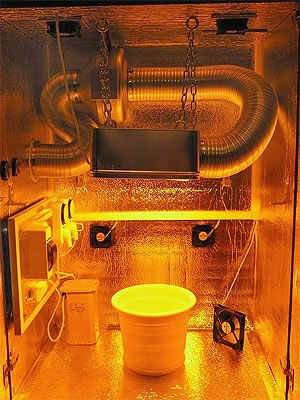
Гроубокс «Компакт»

Стелс — самый сложный и самый искусный вид гроубокса. Скрытый и незаметный, при этом обладающий всеми преимуществами компакт-гроубокса, традиционно обладающий свето- и шумоизоляцией. В России пользуются популярностью два вида стелса: в компьютерном корпусе и в акустической колонке.